# Marco Arrecino Clemente (prefecto 38)
Marco Arrecino Clemente (en latín Marcus Arrecinus Clemens) fue un caballero romano del siglo I natural de Arrecinum (Rímini, Italia) en la región itálica de Pisaurum, que, bajo el emperador Calígula alcanzó el cargo de prefecto del pretorio en 38.

## Carrera

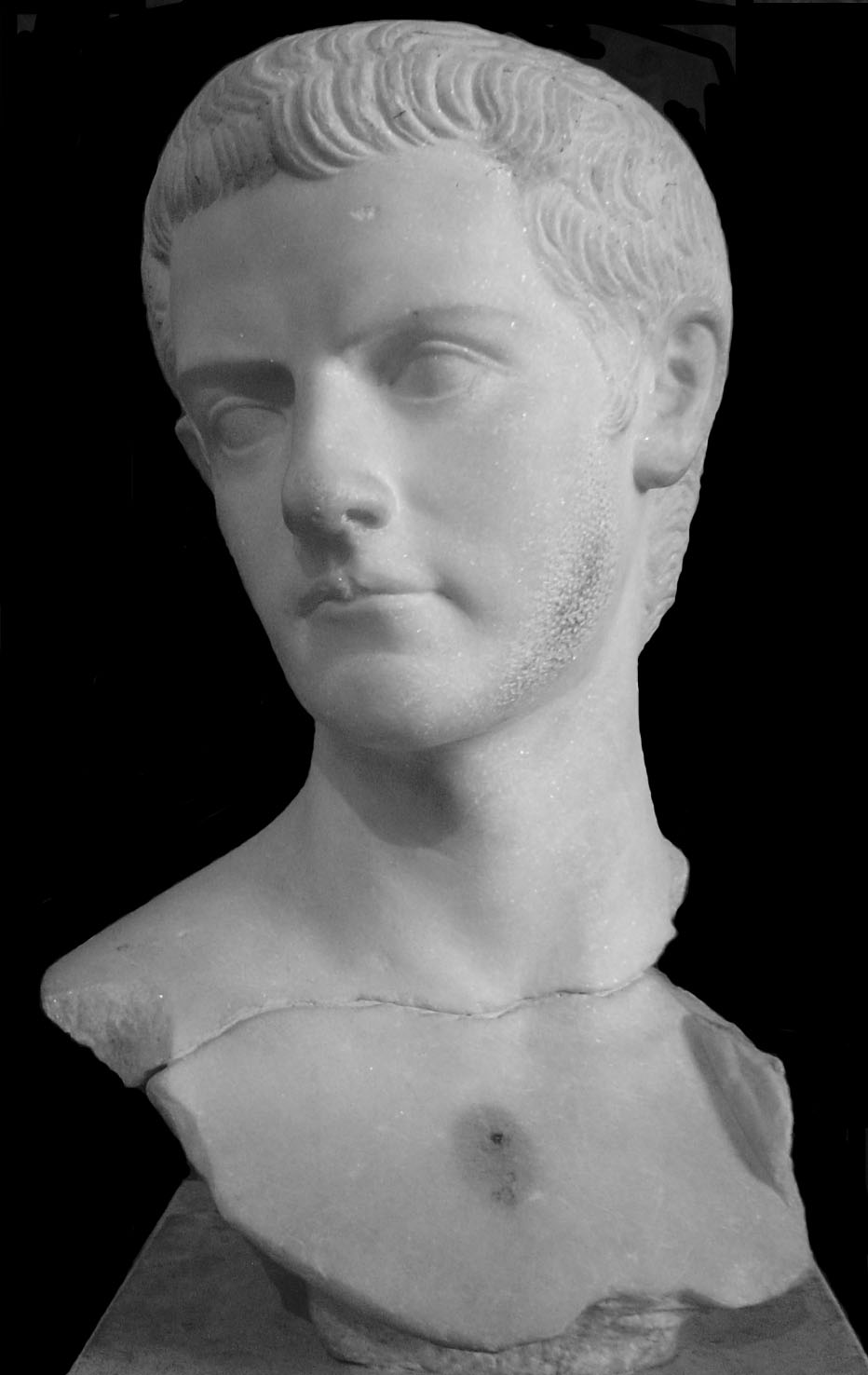
Busto de Calígula procedente de Tracia, emperador que designó en 38 Prefecto del Pretorio a Marco Arrecino Clemente, quien colaboró en 41 en el complot que terminó con su asesinato.

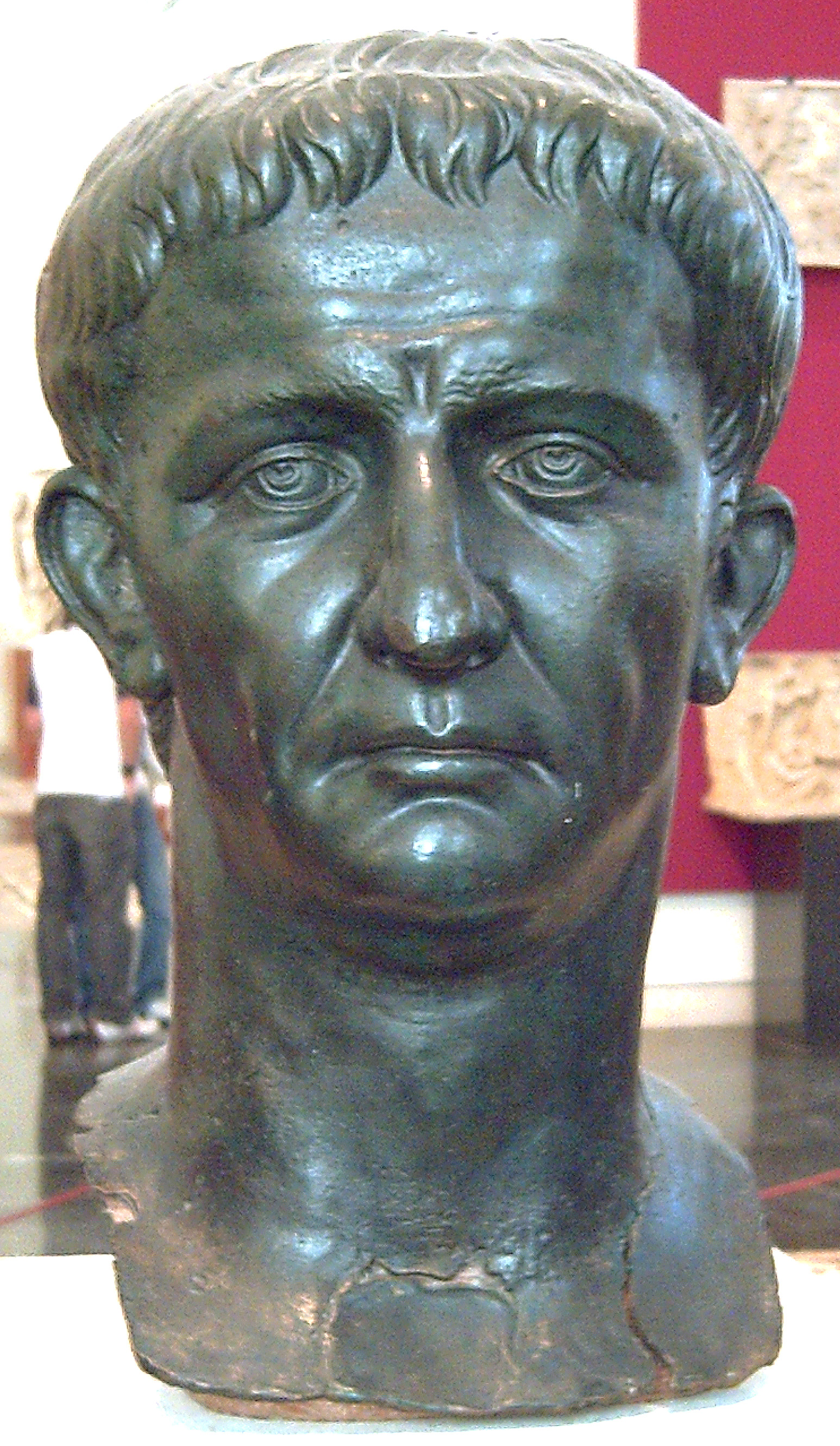
Busto en bronce del emperador Claudio conservado en el M.A.N. de España en Madrid, quien resultó beneficiado por el asesinato de su sobrino y que fue proclamado emperador por los pretorianos con la colaboración necesaria de Marco Arrecino Clemente, aunque fue destituido de su cargo poco después, corriendo mejor suerte que el instigador de la conjura y asesino material de Calígula, Casio Querea, que fue ejecutado.

Se desconoce cuál pudo ser su cursus honorum anterior, pero una inscripción de Rímini parece indicar que empezó este con una carrera decurional ordinaria en su municipio como duoviro, triunviro y augur, y como debía disponer de los 400 000 sestercios necesarios para obtener el anillo ecuestre, fue nombrado tribunus militum de dos legiones sucesivas, la Legio III Cyrenaica y la Legio XXII Deiotariana, ambas de guarnición en Nicopolis, cerca de Alejandría en Egipto, posesión personal del emperador, quien controlaba estrechamente a todos los caballeros que prestaban servicio en ella. Esta circunstancia debió servirle para llamar la atención de Calígula y ser ascendido a prefecto del pretorio en 38.
Desde este puesto y, ante la evidente locura del emperador, participó en 41 en la conjura, encabezada por su compañero Casio Querea, que terminó con el asesinato de Calígula, apoyando la proclamación de Claudio como su sustituto en el trono.
Se ignora cuándo abandonó el cargo de prefecto del pretorio —tal vez en 42 o 43— y cuándo murió, pero su influencia fue suficiente como para que su hijo Marco Arrecino Clemente alcanzase el cargo de prefecto del pretorio en 70 y 71, bajo Vespasiano, y el consulado en 85, bajo Domiciano, y que su hija Arrecina Tértula contrajese matrimonio con el futuro emperador Tito, hijo del brillante general de Claudio, y también futuro emperador, Vespasiano, en 62 aunque esta falleció pronto, en 63, sin hijos.